# Nemessányi Bálint
Nemessányi Bálint (1642/1643 körül – 1706. február 10. és 22. között) kuruc diplomata.

## Családja
Szepességi eredetű, Sáros vármegyébe is átszármazott református kisnemesi családból származott. Apja, Nemessányi Kristóf Ábrahámfalván tartotta lakását. Három öccséről (közülük név szerint csupán Imréről) és egy hugáról tudunk.
Viszonylag későn alapított családot: 1685. május 8-án tartotta lakodalmát Dobay Zsigmond leányával, özvegy Szentpétery Jánosné Dobay Annával. Az újdonsült férj néhány hónap múltán császári fogságba esett, majd emigrációba kényszerült, s majdnem egy évtizedig távol élt feleségétől. Hazatérése után 3 évvel (55 éves korában), 1697. június 14-én született Zsuska nevű leánykája még az év szeptember 25-én meghalt. Egy évvel később ennél is súlyosabb csapás érte: 1698. június 7-én éjjel felesége, Dobay Anna is elhunyt gyermekszülésben, magzatával együtt.
Két évi özvegység után, 1700. február 11-én Nemessányi újra megnősült: Draveczky Sámuel és Bárczay Anna hajadon leányát, Máriát vette feleségül, akivel Felsőásgúton  telepedett le. Két korán elveszített gyermekük (egy halvaszületett és egy néhány hetes korában elhunyt fiúcska) után, a kurucok által ostromlott Eperjesen született meg 1704. január 4-én Boldizsár nevű fiuk. Draveczky Mária egy évvel később, 1705. január 1-jén ismét fiúval ajándékozta meg férjét, aki apja után a Bálint nevet kapta, s ők ketten vitték tovább a család sárosi ágát.

## Élete
Tanulmányait az 1650-es évek második felében Lőcsén, Göncön és a nagyhírű sárospataki református kollégiumban, végül Eperjesen folytatta. Ifjúkori éveiről nincsenek adataink, de valószínűleg korán Thököly István szolgálatába állt, akinek egyik fő bizalmasa lett. 1670. december végén Likava várából, amelynek kapitánya volt, ő menekítette ki a császáriak elől az ifjú Thököly Imrét, s maga is csatlakozott a később kurucnak nevezett bujdosókhoz. Az iskolázott, művelt Nemessányi előbb Teleki Mihály – és így, közvetve,  I. Apafi Mihály erdélyi fejedelem – szolgálatába lépett. Az 1677-ben, illetve 1678-ban Erdélybe érkezett francia megbízottakkal való kapcsolattartásban közreműködött, sőt – Teleki megbízásából – 1678 júniusában Lengyelországban tárgyalt, mind Sobieski János (III. János) királlyal, mind de Béthune márkival, a lengyelországi francia követtel.
1681–82-ben már Thököly megbízottjaként járt Lengyelországban, 1682-ben pedig a Felső-Magyarország fejedelmévé lett „kuruc király” követeként Franciaországba indult, XIV. Lajos, a „Napkirály” udvarába, ahonnan csak 1683-ban tért vissza.
1685 őszén, miután Thökölyt a váradi pasa elfogatta, híveinek egy csoportja – köztük Nemessányi is – Máramaros felé menekült. Az október 19-éről 20-ára virradó éjjel, Visk és Huszt között egy rajtaütés során mintegy 120 társával együtt a Károlyi László szatmári főispán által vezetett labancok fogságába esett. Előbb Szatmáron, majd 1686. január 30-tól Kassán raboskodott. Február 12-én Caprara tábornagy elbocsátotta, hogy többekkel együtt kicseréljék a Munkácson raboskodó Herberstein császári tábornokért.  Február 18-án megérkezett a Zrínyi Ilona által védett várba, s a következő néhány hónapot itt töltötte. Úrnője megbízásából 1686 június 23-án elindult Thököly után az Oszmán Birodalomba, s közel egy évtizedig társa lett az emigrációban.
1694 márciusában Thököly az erdélyi császári főparancsnokhoz, Johann Friedrich Veterani lovassági tábornokhoz küldte követségbe, azzal a céllal, hogy császári engedéllyel továbbindulhat Bécsbe, s ott is képviselheti Thököly és az immár férje oldalán tartózkodó Zrínyi Ilona ügyét. Veterani azonban nem engedte tovább, s hosszas „puhítás” után rábírta a bujdosásban megfáradt, idősödő Nemessányit, hogy fogadja el az I. Lipót császár-király által nyújtott amnesztiát. Hosszú távollét után, 1694. június 2-án érkezett vissza szülőföldjére, családjához.
A Rákóczi-szabadságharc kitörése után Nemessányi a kivárás mellett döntött, s Thököly több más hívéhez hasonlóan nem sietett Rákóczi táborába, hanem Eperjes városában vonta meg magát. A hosszas blokádot elunva, 1704 nyarán kijött a városból, s csatlakozott a kurucokhoz. Rákóczi fejedelem tanácsosi címmel ruházta fel a tekintélyes nemes urat, aki élete hátra lévő két esztendejét a fejedelmi udvar és Sáros vármegye szolgálatában töltötte el. 1705-ben, a  szécsényi országgyűlésen Sáros vármegye egyik követe volt, 1706 elején pedig II. Rákóczi Ferenc a sóvári só adminisztrátorává és felügyelőjévé nevezte ki, e hivatalát azonban váratlan halála miatt már nem láthatta el.